# Lucas Colitto
Lucas Colitto (San Martín, 1º giugno 1994) è un calciatore argentino, centrocampista del Cusco.

## Caratteristiche tecniche
È un esterno sinistro.